# Бат-Очирын Тогтохтур
Бат-Очирын Тогтохтур (монг. Бат-очирын Тогтохтөр, 1797—1887), также известный как То-Ван (монг.: То ван) или Хецуу ван Тогтохтур (монг.: Хэцүү ван тогтохтөр) — монгольский дворянин и политик.

## Биография
Бат-Очирын Тогтохтур родился в 1797 году.

### Политическая деятельность
Бат-Очирын Тогтохтур стал нойоном племени Хошуув 25 лет, был сторонником независимости Монголии от Маньчжурии.

#### Последствия
При Бат-Очирыне Тогтохтуре Тамсагбулаг, племенной центр превратился в региональный культурный центр, поголовье скота увеличилось более чем в два раза, с 58 до 120 тысяч животных. Также при нём было простроено несколько монастырей, дворец нойонов, искусственную гору, искусственное озеро и ров. Однако его желание объединить 11 монастырей вызвало недовольство в обществе, поэтому проект был отменён.

### Труды
Бат-Очирын Тогтохтур написал "Учение об образе жизни Хэбэя Вана" в 1853 году как учение о сочетании кочевых и оседлых цивилизаций, оно регулировало общественные отношения, налоги и нововведения в обществе, например, начальные школы которое также является первой книгой о экономике, опубликованной в Монголии и требовал от своих земляков соблюдения изложенного в труде. Бат-Очирын Тогтохтур создал грамматику уйгурского монгольского алфавита и использовал ее в качестве учебника для школы, созданной в его провинции. Также То-Ван перевёл буддийские писания на монгольский язык.

### Смерть
Бат-Очирын Тогтохтур умер в 1868 году.